# Дикий бык (прам, 1754)
«Дикий бык» — прам Балтийского флота Российской империи, участник Семилетней войны 1756—1763 годов.

## Описание судна
Один из пяти парусно-гребных дрвухдечных прамов с деревянным корпусом типа «Олифант», построенных в Санкт-Петербургском адмиралтействе. Длина судна по сведениям из различных источников составляла 35,15—35,2 метра, ширина — от 10,7 до 10,9 метра, а осадка от 2,92 до 3 метров. Вооружение судна состояло 36-ти орудий, из которых восемнадцать 36-фунтовых орудий было установлено в нижнем деке и восемнадцать 18-фунтовых орудий в верхнем.

## История службы
Прам «Дикий бык» был заложен на стапеле Олонецкой верфи в 1753 году и после спуска на воду в 1754 году вошёл в состав Балтийского флота России. Строительство вёл корабельный мастер майорского ранга П. Г. Качалов.
Принимал участие в Семилетней войне 1756—1763 годов. 1 (12) мая 1757 года вышел из Кронштадта в составе отряда под общим командованием капитана 2-го ранга Н. И. Ляпунова. Отряд взял курс на Мемель и 9 (20) мая попал в мильный шторм, после шторма праму понадобился ремонт для которого на стоянке у мыса Сфалферорт понадобилось 3 дня с 10 (21)  по 12 (23) мая. После ремонта прам взял курс на Либаву, куда прибыл к 21 мая (1 июня), а с 15 (26) по 17 (28) мая перешёл к Мемелю. С 20 июня (1 июля) по 24 июня (5 июля) стоя на шпринге вёл бомбардировку осаждаемой крепости.
8 (19) сентября 1757 года прам покинул акваторию Мемеля и с 9 (20) по 10 (21) сентября вновь выдержал сильный шторм, после которого зашёл в Либаву. В мае следующего 1758 года перешёл в Мемель, а в июне—июле того же года в Кронштадт.
В кампании с 1759 по 1763 год находился в Кронштадте и в плаваниях участия не принимал. В 1763 году выходил на Северный фарватер для защиты острова Котлин. В кампании с 1764 по 1767 год вновь находился в Кронштадте и в море не выходил. По окончании службы в 1767 году там же был разобран.

## Командиры судна
В таблице приведены командиры прама «Дикий бык» за всё время его службы в составе Российского императорского флота.
| Годы службы                                         | Звание             | Имя и фамилия                    | Комментарий | Прим.        |
| --------------------------------------------------- | ------------------ | -------------------------------- | --- | ------------ |
| с 1757 года до 21 января (1 февраля) 1758 года      | капитан-лейтенант  | Дмитрий Грабленов                | Командовал прамом во время осады Мемеля. До назначения командиром прама командовал гекботом «Девора», служил на судах Каспийской флотилии и капитаном астраханского порта. После командования прамом был переведён в галерный флот в звании капитана 2-го ранга, в 1766 году сдужил капитаном над галерным портом. | [ 5 ] [ 11 ] |
| c 21 января (1 февраля) 1758 года до июня 1758 года | капитан 3-го ранга | Дмитрий Грабленов                | Командовал прамом во время осады Мемеля. До назначения командиром прама командовал гекботом «Девора», служил на судах Каспийской флотилии и капитаном астраханского порта. После командования прамом был переведён в галерный флот в звании капитана 2-го ранга, в 1766 году сдужил капитаном над галерным портом. | [ 5 ] [ 11 ] |
| с июня 1758 года                                    | капитан 3-го ранга | Алексей Ярославов или Ярославцев | Командовал прамом во время перехода из Мемеля в Кронштадт. До назначения командиром прама служил Архангельске и командовал судном «Гогланд», на котором потерпел крушение у Мемеля. После командования прамом также командовал кораблём «Архангел Гавриил». В 1762 году уволен со службы в звании капитана 1-го ранга. | [ 5 ] [ 12 ] |
| 1761 год                                            | капитан-лейтенант  | Игнатий Хотаинцов                | Командовал прамом при кронштадтском порте. До назначения командиром прама командовал фрегатом «Ульриксдаль». После командования прамом был произведён в капитаны 3-го ранга, а в 1766 году уволен со службы в звании капитана 2-го ранга. | [ 5 ] [ 13 ] |
| 1762 год                                            | капитан-лейтенант  | Иван Пазухин                     | Командовал прамом при кронштадтском порте. До назначения командиром прама служил на кораблях «Варахаил», «Уриил» и «Москва», командовал пакетботом «Сокол», судном «Гогланд» и пинком «Холмогоры». После командования прамом был направлен в Казань для осмотра и описи лесов. | [ 5 ] [ 14 ] |
| 1763 год                                            | капитан-лейтенант  | Лаврентий Савельевич Ваксель     | Командовал прамом на Северном фарватере во время обороны Котлина. До назначения командиром прама служил на кораблях «Уриил», «Северный орёл» и «Святой Павел», командовал палубным ботом, пакетботом «Лебедь» и пинком «Новая Двинка». После командования прамом также командовал фрегатом «Россия», пинком «Слон», кораблями «Не тронь меня» и «Святой Андрей Первозванный», исполнял должности капитана над галерным портом, капитана над архангельским портом и командира архангельского порта. Закончил службу в звании капитана генерал-майорского ранга. | [ 5 ] [ 15 ] |